# Liste der geschützten Landschaftsbestandteile im Landkreis Neuburg-Schrobenhausen
Im Landkreis Neuburg-Schrobenhausen gab es im März 2024 insgesamt 6 ausgewiesene geschützte Landschaftsbestandteile.

## Geschützte Landschaftsbestandteile
| Alte Sandrach                                  | BW | LB-00056 | Weichering, Ingolstadt | ⊙ | 6    | 19. Jan. 1988 |
| Altwasserarm "Schwadern"                       | BW | LB-00054 | Neuburg a.d.Donau      | ⊙ | 3,42 |               |
| Auwald Eila                                    | BW | LB-00296 | Brunnen                | ⊙ | 0,98 |               |
| Halbtrockenrasenhang westlich Joshofen         | BW | LB-00053 | Neuburg a.d.Donau      | ⊙ | 3,68 |               |
| Leinfelder Altwasser                           | BW | LB-00297 | Schrobenhausen         | ⊙ | 0,45 |               |
| Seeäcker westlich von Irgertsheim              | BW | LB-00052 | Ingolstadt, Bergheim   | ⊙ | 2,79 | 7. Juni 1996  |
| Legende für Geschützter Landschaftsbestandteil |    |          |                        |   |      |               |